# Chiesa di San Francesco (Forlì)
La chiesa di San Francesco è una chiesa facente parte della Diocesi di Forlì-Bertinoro. Si trova in una zona centrale, vicino alla Cattedrale di Santa Croce, nel cosiddetto Borgo Schiavonia, dal nome della porta cittadina con cui finisce la via.

## Storia
Un primo luogo di culto in questa zona risale al 1430, quando i Battuti Celestini, gruppo di laici dediti all'assistenza di giovani e fanciulli, acquista un vecchio fabbricato per farne una chiesa dedicata a Sant'Antonio. La prima Messa avviene il 17 gennaio 1430, giorno della festa del Santo. Il cronista Giovanni di Mastro Pedrino riferisce che l'edificio, acquistato da un tale Antonio Bonasegna, era poco più di una stalla, ma i battuti chiamano per l'occasione un predicatore piuttosto noto, Agostino da Ferrara.
Nel 1557 i Battuti Celestini si ritirano nella chiesa di San Bernardo (non più esistente) e quindi Sant'Antonio viene passata in gestione ai Gesuiti che la tengono fino alla soppressione del 1773, quando la chiesa passa al Seminario. Già nel 1786 però la chiesa passa di nuovo di mano, venendo gestita dai Canonici Regolari di San Salvatore di Fornò. A seguito delle soppressioni napoleoniche, la chiesa viene infine acquistata nel 1811 da Luigi Belli, speculatore e imprenditore che la riadatta a usi profani. In particolare diviene teatro, chiamato Teatro Zanuccoli, tra il 1875 e il 1879. 
Nel 1880 il proprietario, l'avvocato Stanislao Balducci, vende ai Minori Osservanti la chiesa e alcuni edifici nella vicina via Salvatore. Annesso alla chiesa, c'era un monastero, sorto nel corso del XV secolo, acquistato nel 1801 dal marchese Antonio Romagnoli: anche il monastero passa in mano ai Minori Osservanti nello stesso anno della chiesa, venduto dai figli di Romagnoli, Giulio e Pietro.
La chiesa inizia a essere restaurata sotto la direzione del capomastro Vincenzo Fabbri nel 1881, cominciando dal tetto e dalle cappelle, proseguendo poi con il pavimento, da cui vengono rimosse le sepolture e che viene interamente ricostruito. Nel 1883 la chiesa viene dotata della nuova facciata. Nel 1885 il complesso viene inaugurato con la nuova dedicazione a San Francesco e nel 1895 vengono collocati l'ancona con il quadro dedicato a San Francesco e l'altare marmoreo. 
Nel 1921 si hanno lavori di restauro, come testimoniato da una lapide dentro la chiesa.
Nel 2002 il complesso del monastero viene riqualificato e trasformato in studentato con sessantadue posti letto e vari servizi, ma cessa poi l'attività nel 2015.
Il 4 ottobre 2016 i frati minori abbandonano il complesso e la gestione della chiesa passa ai romeni di rito greco-bizantino presenti a Forlì, che operano diversi cambiamenti nell'assetto della chiesa stessa.

## Descrizione

### Esterno
La facciata ottocentesca è molto semplice, con lesene classiche di ordine ionico con basi in mattoni al piano più basso e di un corinzio semplice nel piano superiore. La struttura è scandita da riquadri di colore grigio più scuro alternati con gli elementi di raccordo più chiari. Termina con un timpano dentellato.

### Interno

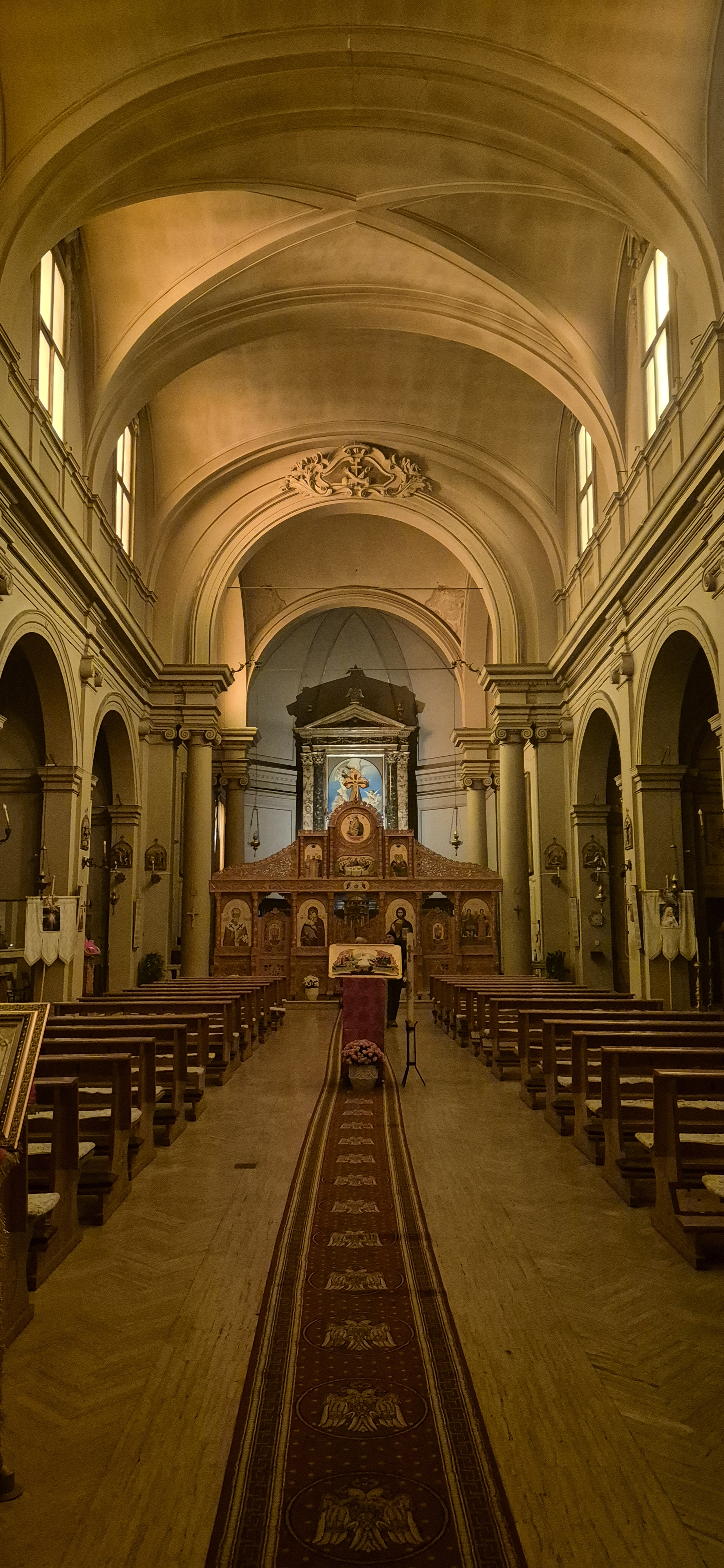
Chiesa di San Francesco, Forlì, interno

L'interno a una sola navata è coperto da volte a crociera con costoloni evidenti, senza altre decorazioni a eccezione dello stemma dell'ordine francescano in stucco presente sull'arco trionfale a tutto sesto. La componente architettonica è esaltata da sporgenze calibrate con un rigore formale elegante e sobrio, esaltato dalla scelta dell'ordine ionico per i capitelli. Si aprono lateralmente quattro cappelle laterali per lato.

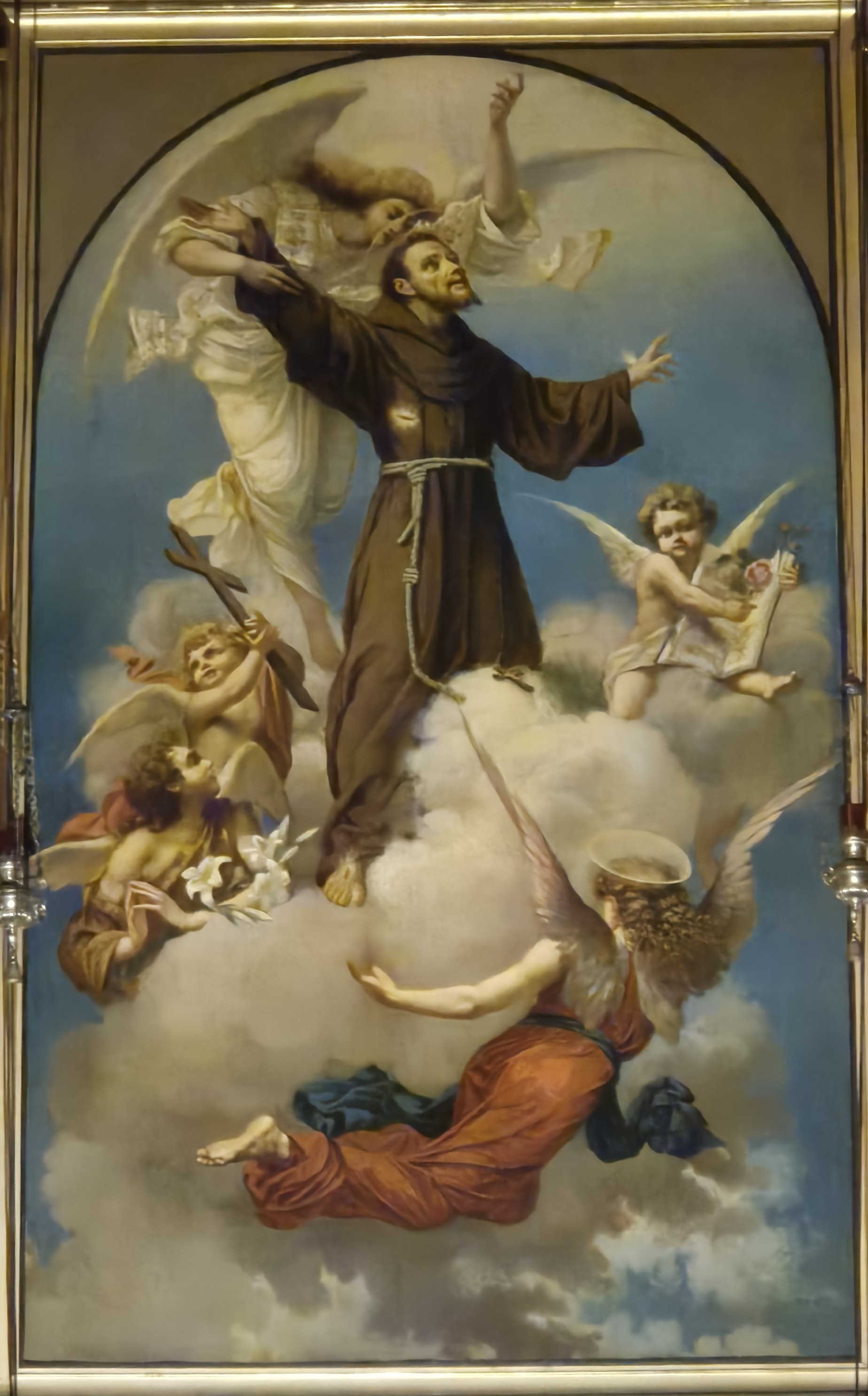
Ulisse Passani, Gloria di San Francesco, 1895

Il presbiterio è coperto da un'iconostasi in legno, collocata in seguito al passaggio della gestione della chiesa ai romeni di rito greco-bizantino, che hanno orientalizzato l'aspetto della zona sacra, coprendo l'altare e l'organo donato nel 1884 da Amilcare Paulucci dopo che era stato recuperato dalla chiesa di San Giacomo. Anche l'altare maggiore, in marmo, proviene dalla chiesa di San Giacomo Apostolo in San Domenico (era stato consacrato dal vescovo Tommaso Torelli il 23 marzo 1739). Dalla navata centrale non si possono più vedere neanche le tele del pittore e padre francescano Atanasio Favini da Coriano di Rimini: il Beato Sante da Mombaroccio e San Francesco Solano. Da un'apertura risulta invece ancora visibile la tela con la Gloria di san Francesco d'Assisi, dipinta da Ulisse Passani.
Nelle cappelle laterali si trovano alcune statue della bottega faentina Ballanti-Graziani realizzate in cartapesta o in tela e stucco: l'Addolorata, San Giuseppe, Sant'Antonio da Padova.